# Leichtathletik-Europameisterschaften 1971/200 m der Männer

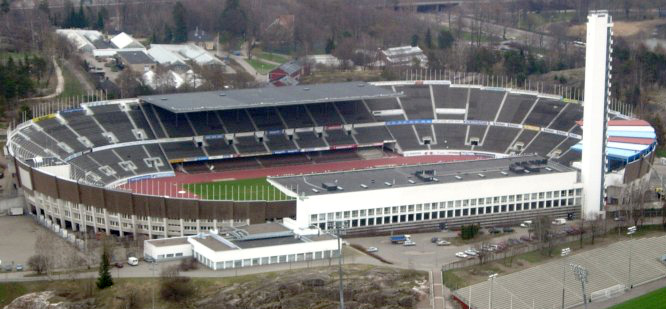
Das Olympiastadion von Helsinki im Jahr 2005

Der 200-Meter-Lauf der Männer bei den Leichtathletik-Europameisterschaften 1971 wurde am 12. und 13. August 1971 im Olympiastadion von Helsinki ausgetragen.
Europameister wurde der 100-Meter-Europameister Walerij Borsow aus der UdSSR. Den zweiten Platz belegte der bundesdeutsche Sprinter Franz-Peter Hofmeister. Bronze ging an Jörg Pfeifer aus der DDR.

## Rekorde
Vorbemerkung:

In diesen Jahren gab es bei den Bestleistungen und Rekorden eine Zweiteilung. Es wurden nebeneinander handgestoppte und elektronisch ermittelte Leistungen geführt. Die offizielle Angabe der Zeiten erfolgte in der Regel noch in Zehntelsekunden, die bei Vorhandensein elektronischer Messung gerundet wurden. Wegen des Wegfalls der Reaktionszeit des Zeitnehmers bei elektronischer Zeitnahme stand in der Diskussion, einen sogenannten Vorschaltwert einzuführen, um die handgestoppten Leistungen nicht automatisch besser zu stellen. Doch es blieb dann bei der korrekten Angabe dieser Zeiten, die später auch offiziell mit Hundertstelsekunden nach dem Komma geführt wurden.

### Offizielle Rekorde – Angabe in Zehntelsekunden

#### Bestehende Rekorde
| Weltrekord           | 19,8 s | Tommie Smith   | Olympische Spiele Mexiko-Stadt, Mexiko | 16. Oktober 1968   |
| Weltrekord           | 19,8 s | Donald Quarrie | Cali, Kolumbien                        | 3. August 1971     |
| Europarekord         | 20,2 s | Walerij Borsow | Moskau, Sowjetunion (heute Russland)   | 18. Juli 1971      |
| Meisterschaftsrekord | 20,6 s | Philippe Clerc | EM Athen, Griechenland                 | 20. September 1969 |

#### Rekordverbesserung
Der sowjetische Europameister Walerij Borsow verbesserte den bestehenden EM-Rekord im Finale am 13. August bei Windstille um drei Zehntelsekunden auf 20,3 s. Zu seinem eigenen Europarekord fehlte ihm dabei nur eine Zehntelsekunde, der Weltrekord war fünf Zehntelsekunden entfernt.

### Elektronisch gemessene Rekorde

#### Bestehende Rekorde
| Weltrekord           | 19,83 s | Tommie Smith   | Olympische Spiele Mexiko-Stadt, Mexiko | 16. Oktober 1968   |
| Europarekord         | 20,47 s | Roger Bambuck  | Olympische Spiele Mexiko-Stadt, Mexiko | 16. Oktober 1968   |
| Meisterschaftsrekord | 20,70 s | Philippe Clerc | EM Athen, Griechenland                 | 20. September 1969 |

#### Rekordverbesserungen
Der sowjetische Europameister Walerij Borsow verbesserte den bestehenden EM-Rekord im Finale am 13. August bei Windstille um 39 Hundertstelsekunden auf 20,31 s und steigerte damit auch gleichzeitig den inoffiziellen elektronisch gemessenen Europarekord um sechzehn Hundertstelsekunden. Zum inoffiziellen elektronischen Weltrekord fehlten ihm 48 Hundertstelsekunden.

## Vorrunde
12. August 1971, 11:30 Uhr
Die Vorrunde wurde in vier Läufen durchgeführt. Die ersten vier Athleten pro Lauf – hellblau unterlegt – qualifizierten sich für das Halbfinale.

### Vorlauf 1
Wind: ±0,0 m/s
| Platz | Name                   | Nation           | Offizielle Zeit (s) auf Zehntel gerundet | Inoffizielle Zeit (s) exakter Wert |
| 1     | Franz-Peter Hofmeister | BR Deutschland   | 21,0                                     | 20,95                              |
| 2     | Jörg Pfeifer           | DDR              | 21,4                                     | 21,35                              |
| 3     | Zenon Nowosz           | Polen            | 21,5                                     | 21,47                              |
| 4     | Alexei Tschebykin      | Sowjetunion      | 21,6                                     | 21,58                              |
| 5     | José Luis Sánchez      | Spanien          | 21,6                                     | 21,60                              |
| 6     | Ladislav Kříž          | Tschechoslowakei | 21,7                                     | 21,71                              |
| 7     | Bjarni Stefánsson      | Island           | 22,0                                     | 21,97                              |

### Vorlauf 2
Wind: ±0,0 m/s
| Platz | Name                | Nation           | Offizielle Zeit (s) auf Zehntel gerundet | Inoffizielle Zeit (s) exakter Wert |
| 1     | Alexander Schidkich | Sowjetunion      | 21,4                                     | 21,35                              |
| 2     | Charles Ducasse     | Frankreich       | 21,4                                     | 21,40                              |
| 3     | Philippe Clerc      | Schweiz          | 21,5                                     | 21,53                              |
| 4     | Luděk Bohman        | Tschechoslowakei | 21,6                                     | 21,61                              |
| 5     | Jean-Pierre Borlée  | Belgien          | 21,7                                     | 21,68                              |
| 6     | Ertuğrul Oğulbolan  | Türkei           | 22,1                                     | k. A.                              |

### Vorlauf 3
Wind: ±0,0 m/s
| Platz | Name               | Nation         | Offizielle Zeit (s) auf Zehntel gerundet | Inoffizielle Zeit (s) exakter Wert |
| 1     | Gérard Fenouil     | Frankreich     | 21,1                                     | 21,14                              |
| 2     | Pietro Mennea      | Italien        | 21,2                                     | 21,20                              |
| 3     | Siegfried Schenke  | DDR            | 21,3                                     | 21,33                              |
| 4     | Reto Diezi         | Schweiz        | 21,5                                     | 21,47                              |
| 5     | Karl Honz          | BR Deutschland | 21,5                                     | 21,52                              |
| 6     | Ossi Karttunen     | Finnland       | 21,6                                     | 21,64                              |
| 7     | Predrag Križan     | Jugoslawien    | 21,9                                     | 21,87                              |
| 8     | Alexandru Munteanu | Rumänien       | 22,1                                     | 22,11                              |

### Vorlauf 4
Wind: ±0,0 m/s
| Platz | Name                 | Nation           | Offizielle Zeit (s) auf Zehntel gerundet | Inoffizielle Zeit (s) exakter Wert |
| 1     | Walerij Borsow       | Sowjetunion      | 21,2                                     | 21,16                              |
| 2     | Joseph Arame         | Frankreich       | 21,4                                     | 21,44                              |
| 3     | Jiří Kynos           | Tschechoslowakei | 21,5                                     | 21,54                              |
| 4     | Luis Sarria          | Spanien          | 21,6                                     | 21,56                              |
| 5     | Søren Viggo Pedersen | Norwegen         | 21,7                                     | 21,69                              |
| 6     | Martin Reynolds      | Großbritannien   | 21,7                                     | 21,71                              |
| 7     | Bo Söderberg         | Schweden         | 21,9                                     | 21,91                              |

## Halbfinale
12. August 1971, 17:30 Uhr
In den beiden Halbfinalläufen qualifizierten sich die jeweils ersten vier Athleten – hellblau unterlegt – für das Finale.

### Lauf 1
Wind: −0,2 m/s
| Platz | Name                   | Nation           | Offizielle Zeit (s) auf Zehntel gerundet | Inoffizielle Zeit (s) exakter Wert |
| 1     | Walerij Borsow         | Sowjetunion      | 20,9                                     | 20,86                              |
| 2     | Franz-Peter Hofmeister | BR Deutschland   | 20,9                                     | 20,93                              |
| 3     | Alexander Schidkich    | Sowjetunion      | 21,0                                     | 21,04                              |
| 4     | Siegfried Schenke      | DDR              | 21,2                                     | 21,21                              |
| 5     | Luis Sarria            | Spanien          | 21,4                                     | 21,35                              |
| 6     | Joseph Arame           | Frankreich       | 21,4                                     | 21,41                              |
| 7     | Reto Diezi             | Schweiz          | 21,5                                     | 21,53                              |
| 8     | Jiří Kynos             | Tschechoslowakei | 21,5                                     | 21,54                              |

### Lauf 2
Wind: ±0,0 m/s
| Platz | Name              | Nation           | Offizielle Zeit (s) auf Zehntel gerundet | Inoffizielle Zeit (s) exakter Wert |
| 1     | Gérard Fenouil    | Frankreich       | 21,2                                     | 21,15                              |
| 2     | Pietro Mennea     | Italien          | 21,2                                     | 21,23                              |
| 3     | Philippe Clerc    | Schweiz          | 21,3                                     | 21,25                              |
| 4     | Jörg Pfeifer      | DDR              | 21,3                                     | 21,29                              |
| 5     | Luděk Bohman      | Tschechoslowakei | 21,4                                     | 21,37                              |
| 6     | Charles Ducasse   | Frankreich       | 21,4                                     | 21,40                              |
| 7     | Alexei Tschebykin | Sowjetunion      | 21,5                                     | 21,45                              |
| 8     | Zenon Nowosz      | Polen            | 21,6                                     | 21,56                              |

## Finale

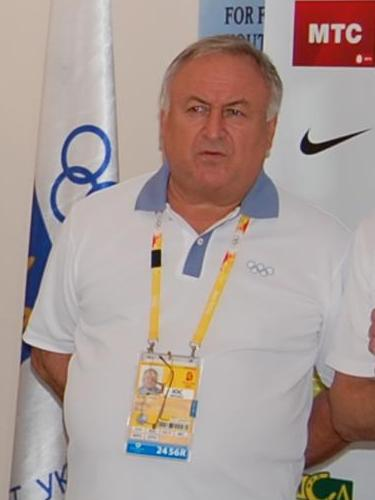
Nach dem 100-Meter-Sieg entschied Walerij Borsow auch den 200-Meter-Lauf für sich – bei den Olympischen Spielen 1972 wiederholte er diesen Doppelerfolg

13. August 1971, 17:45 Uhr
Wind: ±0,0 m/s
| Platz | Name                   | Nation         | Offizielle Zeit (s) auf Zehntel gerundet | Inoffizielle Zeit (s) exakter Wert |
| 1     | Walerij Borsow         | Sowjetunion    | 20,3 CR                                  | 20,31 CRel/ERel                    |
| 2     | Franz-Peter Hofmeister | BR Deutschland | 20,7000                                  | 20,71000000000                     |
| 3     | Jörg Pfeifer           | DDR            | 20,7000                                  | 20,72000000000                     |
| 4     | Siegfried Schenke      | DDR            | 20,7000                                  | 20,74000000000                     |
| 5     | Philippe Clerc         | Schweiz        | 20,9000                                  | 20,86000000000                     |
| 6     | Pietro Mennea          | Italien        | 20,9000                                  | 20,88000000000                     |
| 7     | Gérard Fenouil         | Frankreich     | 20,9000                                  | 20,92000000000                     |
| 8     | Alexander Schidkich    | Sowjetunion    | 21,2000                                  | 21,23000000000                     |

## Videolinks
- EUROPEI DI HELSINKI 1971 200 BORZOV, youtube.com, abgerufen am 25. Juli 2022
- Valeriy Borzov is the European Champion for 200m (Helsinki 71), youtube.com, abgerufen am 25. Juli 2022